# Zementwerk Qazax

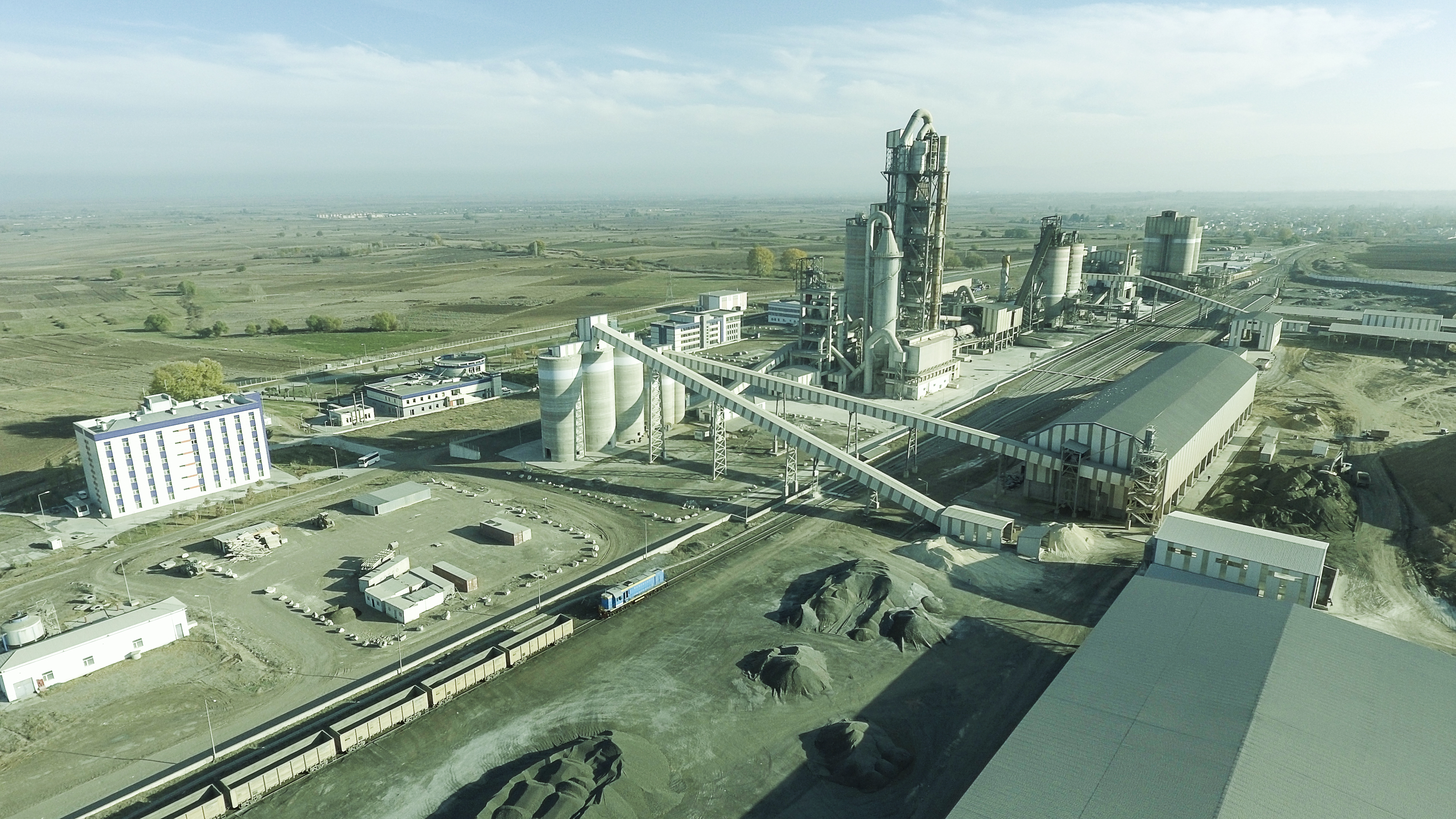
Zementwerk Qazax

Das Zementwerk Qazax (aserbaidschanisch Qazax Sement Zavodu, englisch Qazax Cement Factory) ist als einer der größten Zementhersteller in Aserbaidschan das größte Investitionsprojekt in der Region und produziert rund eine Million Tonnen Zement pro Jahr.

## Geographie
Das Zementwerk befindet sich im äußersten Nordwesten des Landes, in der Nähe der Kalksteinvorkommen am Fuße des Berges Avey (Avey dağı) und damit westlich des Dorfes Daş Salahlı sowie rund 10 km nordwestlich der Stadt Qazax. Die Grenze zu Armenien liegt knapp 4 km westlich und die Grenze zur Republik Georgien rund 25 km nordwestlich der Anlage.

## Geschichte
Mit dem Bau der Anlage wurde im März 2010 begonnen und im April 2013 der erste Zement produziert. Die Klinkerproduktion folgte im August 2014. Neben verschiedenen Zementprodukten produziert die Anlage unter anderem auch Sulfat-resistenten Zement. Neben der Herstellung verschiedener Zementprodukte in Form von Pfählen und Taschen sind in den Regionen der Republik acht Betonwerke und Zuschlagstoffsteinbrüche in Betrieb. Die Betonwerke werden nach den Anforderungen bestehender Normen kalibriert und mit Zertifikaten versehen. Das Unternehmen beschäftigt über 700 Mitarbeiter, darunter das Zementwerk sowie die in den Regionen tätigen Betonwerke und Zuschlagstoffsteinbrüche. Neben den lokalen Experten beschäftigt das Werk Experten aus Deutschland in den Bereichen Produktion, Qualitätskontrolle und anderen Bereichen.
Das Zementwerk war 2015 das erste Werk in Aserbaidschan, das Zement und Klinker in die Republik Georgien exportierte.